# اوتیس دیویس
* اوتیس دیویس در Sports-Reference.com (انگلیسی)
- اوتیس دیویس در Olympedia (انگلیسی)
- اوتیس دیویس در اتحادیه بین‌المللی فدراسیون‌های دو و میدانی (انگلیسی)
- اوتیس دیویس در تالار ملی مشاهیر دو و میدانی (انگلیسی) 
اوتیس دیویس (انگلیسی: Otis Davis؛ زادهٔ ۱۲ ژوئیهٔ ۱۹۳۲) یک ورزشکار اهل ایالات متحده آمریکا، برنده دو مدال طلا برای رکوردشکنی در دو ۴ در ۱۰۰ متر امدادی و ۴ × ۴۰۰ متر امدادی در بازی‌های المپیک تابستانی ۱۹۶۰ بود. او رکورد جهانی جدید ۴۴٫۹ ثانیه را در ۴۰۰ متر به نام خود ثبت کرد و اولین کسی بود که از سد رکورد ۴۵ ثانیه عبور کرد.

وی در مسابقات کشوری و بین‌المللی در مجموع برندهٔ ۲ مدال طلا شده است.

## اوایل زندگی
اوتیس کراندال دیویس در ۱۲ ژوئیه ۱۹۳۲ در تاسکالوسا (آلاباما) به دنیا آمد. او سیاه‌پوست و بومی آمریکایی بود. اوتیس چهار سال در نیروی هوایی ایالات متحده در طول جنگ کره خدمت کرد.

## زندگی شخصی و مرگ
دیویس با لوسیل متس ازدواج کرد و از او طلاق گرفت و دو دختر داشت.
در سال ۱۹۹۴، سارقان مدال‌های طلای دیویس را از خانه‌اش در نیوجرسی دزدیدند، اما آنها پس از یک ماه بازگردانده شدند.
دیویس در ۱۴ سپتامبر ۲۰۲۴ در برگن شمالی، نیوجرسی در سن ۹۲ سالگی درگذشت.

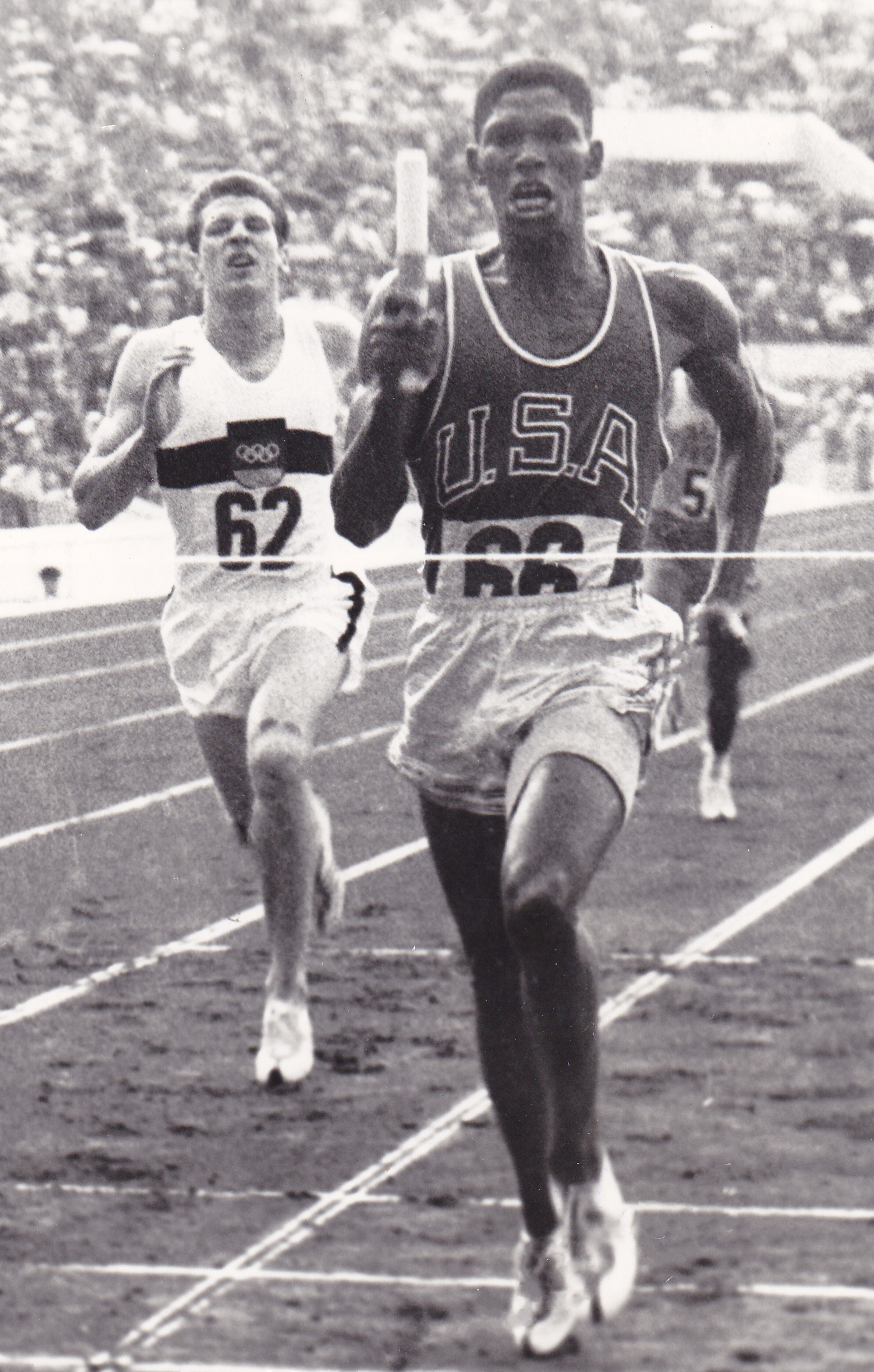
دیویس مقابل کارل کافمن در فینال المپیک ۴۰۰×۴متر در سال ۱۹۶۰